# Troféus de Televisão TV 7 Dias 2010
A 2.ª edição dos Troféus de Televisão TV 7 Dias ocorreu no dia 12 de abril de 2011, no Casino Estoril. Os vencedores foram decididos pelo público, através do site da TV 7 Dias.
Os nomeados foram escolhidos por um júri composto por por Celso Cleto (encenador), Carlos Ventura Martins (diretor-geral da Impala), Teresa Guilherme (apresentadora de TV), Carlos Avilez (encenador), Maria Elisa Domingues e Emídio Rangel (ex-diretores de programas de TV) e José Paulo Canelas (diretor da TV 7 Dias). O número de nomeados de cada categoria foi aumentado de três, do ano anterior, para cinco. Neste edição, foi também introduzido o prémio especial de Revelação.
A TVI foi, pelo segundo ano, a estação mais premiada, com onze galardões, tal como na primeira edição do evento. Esta edição marcou também a primeira vez em que a RTP2 e a SIC Radical receberam nomeações. A TVI24 foi o único canal fechado a ser premiado, tendo vencido pela primeira vez um dos galardões da TV 7 Dias.

## Nomeados e vencedores
| Melhor Telenovela | Melhor Ator Principal de Telenovela |
| --- | --- |
| - Espírito Indomável (TVI) - Laços de Sangue (SIC) - Meu Amor (TVI) - Mar de Paixão (TVI) - Perfeito Coração (SIC) | - Diogo Morgado – Laços de Sangue (SIC) - António Capelo – Espírito Indomável (TVI) - Carlos Vieira – Laços de Sangue (SIC) - Nicolau Breyner – Meu Amor (TVI) - Rogério Samora – Mar de Paixão (TVI) |
| Melhor Atriz Principal de Telenovela | Melhor Ator de Elenco Telenovela |
| - Alexandra Lencastre – Meu Amor (TVI) - Joana Santos – Laços de Sangue (SIC) - Margarida Marinho – Meu Amor (TVI) - Maria João Luís – Sedução (TVI) - Paula Lobo Antunes – Mar de Paixão (TVI) | - João Ricardo – Laços de Sangue (TVI) - Fernando Luís – Sentimentos (TVI) - João Perry – Sedução (TVI) - Manuel Cavaco – Laços de Sangue (TVI) - Paulo Rocha – Perfeito Coração (SIC) |
| Melhor Atriz de Elenco Telenovela | Melhor Música de Genérico |
| - Eunice Muñoz – Mar de Paixão (TVI) - Helena Laureano – Mar de Paixão (TVI) - Margarida Carpinteiro – Laços de Sangue (SIC) - Maria José Paschoal – Mar de Paixão (TVI) - Patrícia Tavares – Meu Amor (TVI)                                                                                              | - "Estou Além" (cover da canção de António Variações com o mesmo nome), interpretada por Ana Vieira;– Laços de Sangue (SIC) - Gaivota", interpretada pelos Amália Hoje – Perfeito Coração (SIC) - "Grita, Sente", interpretada por Diana Basto – Espírito Indomável (TVI) - “Intervalo”, interpretada pelos Perfume e por Rui Veloso – Mar de Paixão (TVI) - "O Meu Mundo Inteiro", interpretada por Paulo de Carvalho e Rita Guerra – Sedução (TVI) |
| Melhor Série | Melhor Série infanto-juvenil |
| - República (RTP1) - Cidade Despida (RTP1) - Conta-me como Foi (RTP1) - Pai à Força (RTP1) - 37 (TVI) | - Morangos com Açúcar VII (TVI) - Já Sei Cozinhar (RTP1) - Lua Vermelha (SIC) - Destino Imortal (TVI) - Rédea Solta (TVI24) |
| Melhor Ator de Série | Melhor Atriz de Série |
| - Miguel Guilherme – Conta-me como foi (RTP1) - Albano Jerónimo – Liberdade 21 (RTP1) - Marco d'Almeida – Ele É Ela (TVI) - Ivo Canelas – Conta-me como Foi (RTP1) - Pepê Rapazote – Pai à Força (RTP) | - Sofia Alves – 37 (TVI) - Catarina Wallenstein – Destino Imortal (TVI) - Cucha Carvalheiro – 37 (TVI) - Mafalda Luís de Castro – Lua Vermelha (TVI) - Rita Blanco – 37 (TVI) |
| Melhor Programa de Entretenimento | Melhor Programa de Humor |
| - Secret Story – Casa dos Segredos (TVI) - Achas que Sabes Dançar? (SIC) - Ídolos (SIC) - Operação Triunfo (RTP1) - Quem Quer Ser Milionário? - Alta Pressão (RTP1) | - Aqui Não Há Quem Viva (SIC) - Contra Informação (RTP1) - Herman 2010 (RTP1) - Lado B (RTP1) - A Última Ceia (SIC Radical) |
| Melhor Ator/Humorista | Melhor Atriz/Humorista |
| - Bruno Nogueira – Lado B (RTP1) - César Mourão – Companhia das Manhãs (SIC) - Herman José – Herman 2010 (RTP1) - Marco Horácio – Salve-se Quem Puder (SIC) - Nicolau Breyner – Aqui Não Há Quem Viva (SIC)                                                                                               | - Rosa Lobato de Faria – Aqui Não Há Quem Viva (SIC) - Ana Bola – Companhia das Manhãs (SIC) - Maria Rueff – Companhia das Manhãs (SIC) - Rita Ribeiro – Aqui Não Há Quem Viva (SIC) - Maria João Abreu – Aqui Não Há Quem Viva (SIC) |
| Melhor Talk Show | Melhor Apresentador |
| - 5 para a Meia-Noite (RTP2) - As Tardes da Júlia (TVI) - Portugal no Coração (RTP1) - Praça da Alegria (RTP1) - Você na TV! (TVI) | - Manuel Luís Goucha – Você na TV! (TVI) - João Baião – Portugal no Coração (RTP1) - João Manzarra - Ídolos (SIC) - José Carlos Malato - Quem Quer Ser Milionário? - Alta Pressão (RTP1) - Pedro Fernandes - 5 para a Meia-Noite (RTP2) |
| Melhor Apresentadora | Melhor Programa de Informação |
| - Cristina Ferreira – Você na TV! (TVI) - Fátima Lopes - Vida Nova (SIC) - Filomena Cautela – 5 para a Meia-Noite (RTP2) - Fátima Lopes - Vida Nova (SIC) - Júlia Pinheiro – As Tardes da Júlia e Secret Story – Casa dos Segredos (TVI) - Sílvia Alberto – Operação Triunfo (RTP1)                       | - Prós e Contras (RTP1) - Condenados (SIC) - Plano Inclinado (SIC Notícias) - A Quadratura do Círculo (SIC) - Vidas Contadas (RTP1) |
| Melhor Jornalista/Apresentador | Melhor Jornalista/Apresentadora |
| - José Alberto Carvalho (RTP1) - João Adelino Faria (RTP1/RTPN) - João Moleira (SIC Notícias) - José Rodrigues dos Santos (RTP1) - Rodrigo Guedes de Carvalho (SIC) | - Fátima Campos Ferreira (RTP1) - Ana Lourenço (SIC Notícias) - Clara de Sousa (SIC) - Judite Sousa (RTP1) - Sandra Felgueiras (RTP2) |
| Melhor Reportagem/Documentário | Melhor Comentador |
| - Pacto de Silêncio – Elisabete Barata, Repórter TVI (TVI) - A Explicação da Infância – Miriam Alves, Grande Reportagem (SIC) - Condenados – Éder Fortes – Sofia Pinto Coelho (SIC) - José Mourinho – O Melhor Treinador do Mundo – Nuno Luz (SIC) - Sá Carneiro: A Força de Viver – Jorge Almeida (RTP1) | - Marcelo Rebelo de Sousa - As Escolhas de Marcelo Rebelo de Sousa (RTP1) e Jornal Nacional (TVI) - - António Tadeia – Liga dos Campeões (RTP1) - Emídio Rangel (RTPN) - José Pacheco Pereira – Quadratura do Círculo e Ponto Contra Ponto (SIC) - Miguel Sousa Tavares (SIC) |
| Melhor Programa Cultural | Melhor Programa Social |
| - Janela Indiscreta (com Mário Augusto) (RTP1) - As Mulheres da Minha Vida (com Manuel Luís Goucha) (TVI24) - De Homem Para Homem (com Manuel Luís Goucha) (TVI24) - Cartaz das Artes (TVI) - Quarto Crescente (com Júlio Isidro) (RTP1) - Histórias com Gente Dentro (com Ana Sofia Fonseca) (SIC)       | - Alta Definição (com Daniel Oliveira) (SIC) - DeLuxe (com Rita Seguro) (TVI) - Fama Show (SIC) - Portugal Sem Fronteiras (com Carlos Alberto Moniz e Diamantina) (RTP1) - Só Visto (com Marta Leite de Castro) (RTP1) |
| Melhor Programa Desportivo | Prémios Especiais |
| - Tempo Extra (TVI24) - O Dia Seguinte (SIC Notícias) - Prolongamento (TVI24) - Trio d'Ataque (RTPN) - Vamos à Bola (TVI) | - Troféu Revelação – Joana Santos - Troféu Memória – Mariana Rey Monteiro - Troféu Carreira – Nicolau Breyner - Troféu Prestígio – Luís Andrade |

## Canais premiados e nomeados
| Estação      | Prémios | Nomeações |
| ------------ | ------- | --------- |
| TVI          | 11      | 41        |
| RTP1         | 8       | 35        |
| SIC          | 5       | 31        |
| TVI24        | 1       | 5         |
| RTP2         | 1       | 4         |
| SIC Notícias | 0       | 4         |
| RTPN         | 0       | 3         |
| SIC Radical  | 0       | 1         |